# Flaga województwa zachodniopomorskiego
Flaga województwa zachodniopomorskiego – jeden z symboli województwa zachodniopomorskiego, jednostki administracyjnej Polski.

## Symbolika
Flaga przedstawia prostokątny płat tkaniny o stosunku długości do szerokości 5:8, podzielony na trzy równe części pionowymi pasami w kolorach: białym, czerwonym, białym. Barwę czerwoną flagi określono w systemie Pantone – 1795 CVC. Wzorem polskiej tradycji na czerwonym tle pasa flagi umieszczono również herb województwa. Autorką opracowania graficznego jest Hanna Dąbrowska.